# 黄任中
黄任中（1940年1月28日—2004年2月10日），中華民國政治人物，中國國民黨元老黃少谷獨子，籍貫湖南省南县麻河口。因喜歡名車、名酒和女人，身邊經常跟隨一些「女弟子」、「乾女兒」，因此普遍社會大眾對他觀感不佳，不過黃任中本人並不在意。他的「女弟子」、「乾女兒」著名的有小潘潘、陳寶蓮、鄭艷麗、安雅、彭丹，前妻徐貴櫻也是曾紅極一時女演員。黃任中由於自認面容醜陋，因此向來自比為鍾馗轉世，也因此特別愛搜集以鬼王鍾馗為主題之藝術品。

## 生平
黃任中於1954年就讀建國中學夜間部初中，之後直升建國中學高中部。1960年代，赴美國就讀普渡大學機械工程系，因在校內派系爭鬥中打架被退學。後因父親好友葉公超說服，就讀賓夕法尼亞軍事大學（賓夕法尼亞軍事學院）數學系。軍校畢業後，擔任業務員及旁聽數學系課程，拿到全額獎學金進入紐約大學就讀數學研究所，為博士候選人，課業未完成即和美籍女子結婚生子，因經濟壓力就業。這幾年的歷練使得他的英語能力變得很好。
1968年，波士頓市政府聘其當文化局副局長。想出“派樂隊鎮暴”的方式，只要警察通知有嬉皮暴亂聚會，文化局便立刻調派樂隊趕赴演奏音樂，樂聲蓋過謾罵聲、撫平群眾情緒，深獲好評。美國與中華民國斷交後因愛國心回台灣。
1971年，得到美國橡樹公司（OAK）修理電視零件的機會而自行創業，從一間小修理鋪一路迅速發展為超大的裝配廠。還說服美國老闆在台灣設廠生產電路基板。使他爬上美國營運總部的副總裁，也因為台灣橡樹公司能生產電路基板、供應台灣市場，而使台灣電子業擺脫日本的技術壟斷。就此而言，黃任中算是台灣第一大產業—電子業上游的元老之一，曾擔任楠梓電董事長，期間並在跨入更上游的銅箔、玻璃纖維布及環氧樹脂生產。
1984年底，黃任中以每股17.5元價格從身為遠東航空創辦人的姐夫胡侗清手中買進2,500萬股遠東航空公司股票。1985年，擁有45間大規模的電子工廠，財富激增，同年成立皇龍投資公司，投資金融、股票、地產及建築等項目。1995年，以225元賣出2,500萬股遠東航空公司股票給AIG與中華開發，净賺56億元，名列《富比士雜誌》全球華人富豪榜上排名第214的富人。
1996年，父親黃少谷逝世，同時賣出手中所有生產事業產權，擔任專職投資金主。1997年，因亞洲金融風暴，其放貸給華隆、台鳳、國產汽車、東榮五金、長億、凱聚等企業主的資金百餘億遭全數套牢，從此身價一蹶不振。據黃任中本人表示，他光是放貸給楊天生（長億）、翁大銘（華隆）與黃宗宏（台鳳）三個人的本金就有五十餘億元。
2002年，由於被民進黨新政府列為注意名單，黃任中認為國稅局之法源依據是惡意曲解法令引他入罪，同時不滿的表示「有人來和我接洽願意獻金就能處理這件事」，聲明「絕不向惡勢力低頭」及一句「避稅是人民的權利」，被法務部以1995年售出遠航股票欠稅14億為由，裁定管收3個月。11月15日，法務部執行管收黃任中命令，並前去其住所查封古董字畫準備拍賣，之後卻赫然發現這些名聞於世的稀世珍寶全是贗品，頓時社會上「脫產懦夫」或「吹牛大亨」的聲浪四起。12月20日，黃任中正式遭拘提管收。
2003年1月，黃因心臟病於管收期間於板橋亞東醫院的七樓編號七一六戒護病房戒護就醫，從此時開始他的面容便不似以往的精神奕奕。同時法務部長陳定南暗指黃有吸食毒品的習慣，間接認為黃的身體衰弱為毒品戒斷症候群而拒絕其保外向熟悉黃病史的醫生就醫，此舉被視為耗損黃任中健康的最主要原因。
3月3日法務部行政執行處拍賣其被查扣的美酒人蔘等物品，因場面冷清無人喊標而全數流標。3月19日管收期滿出獄。5月，感情最篤的大姐黃燕萍逝世。皇龍投資公司旗下最後一項物業，同時也是黃任中以灌注生平精力經營而自豪的上海佰樂門餐廳亦因SARS肆虐而宣告歇業。
10月24日住進台北榮總，11月中陷入昏迷，4天後才甦醒。此後糖尿病併發敗血症，並引發了後天性血友病，且腎功能幾乎完全喪失，導致每週都得進行三次的洗腎治療及換血。12月1日，生前最後一次接受訪談（媒體為TVBS周刊），並哭求記者「你們要好好照顧小潘潘啊！」。
2004年2月10日，因糖尿病併發腸胃道大量出血，加上原因不明的凝血功能不佳，雖經近一小時急救，最後仍於台北榮民總醫院宣告不治。

## 欠稅管收案爭議之因果
1984年，其姐夫胡侗清將其名下持有的遠航股票出售轉移給黃任中設立的皇龍投資公司。1995年，因市場預期兩岸將進行三通，遠通航空公司股票價格上漲。美國AIG集團代表崔湧有意購買遠東航空公司股票，黃任中與其他七名股東先與AIG集團簽定投資意見書，隨後在美國成立艾帝投資公司，並在台灣設立子公司。1996年，黃任中先將將遠東航空股票以75億賣給美商「艾帝公司」，再將皇龍投資公司申請解散，資產75億悉數分配給皇龍投資之諸股東７人。而由於皇龍投資公司為解散清算發還資本，因之不視為發配股利，股東不需繳交此筆收入之所得稅。
由於此操作之手法將原先直接交易的稅額自合計最高40億以上的所得稅及證交稅，陡降至只需繳交不足兩千萬的證交稅，因之被國稅局視為惡意逃稅。但由於此交易執行在法理上全屬合法，因此法務部在2009年向黃任中及其遺族道歉此管收追稅為不當之舉，但迄今黃任中之子黃若谷仍因此案之欠稅與罰款達35億而被國稅局列為個人欠稅大戶首位未除名，而黃任中之二姐夏黃新平則因欠稅12億5千萬，在2010年12月31日被國稅局列為禁奢條款名單之首位。
截至2015年，亦即黃去世十餘年後，黃任中與其子黃若谷欠稅金額仍高達49.53億元，佔當年度國家總欠稅金額5%強，仍為欠稅大戶之首。因黃任中已死亡，其家族成員皆避居海外，外界認為這筆呆帳最後將因追繳執行期屆滿而註銷。

## 評價
台灣的民間股票投資人常以黃任中為股市投資之神。然而事實上，黃任中的真正成功乃是在於其經營的電子事業。黃任中在股票投資上僅在家族事業遠航一檔股票上以十年光陰等待而成功獲利近13倍，而黃遭重創的關鍵，反而是在於其接受企業主以股票質押套現的金主業務，也就是他變相買進滿手股票卻不自知，以至於股票價值崩跌時諸企業主選擇「流當」股票而置之不理，造成黃任中的放貸款項無任何法源權利回收。
他認為，一個人要成功，惟有努力工作才能達成。金錢的花用，必須有原則，不該花的錢，一毛不拔。常常修改遺囑，許多人只拿到禮物，金錢當然留給兒子。

## 名言
「人生像拋物線，當它要下來時，就下來，還真是拿它一點辦法都沒有！」

## 延伸閱讀
- 康津. . 東佑文化事業有限公司. ISBN 9789579669375.

## 外部連結
- 黃任中爆料：自稱總統府高層人士 聲稱可花錢疏通
- 前中姐證實 黃任中、馬永成有交情 （页面存档备份，存于）
- 大法官:欠稅管收 違憲! （页面存档备份，存于）